# Amontada (kommun)
Amontada är en kommun i Brasilien.   Den ligger i delstaten Ceará, i den östra delen av landet, 1 600 km nordost om huvudstaden Brasília. Antalet invånare är 39 233.
Följande samhällen finns i Amontada:
- Amontada

Omgivningarna runt Amontada är huvudsakligen savann. Runt Amontada är det ganska tätbefolkat, med 78 invånare per kvadratkilometer.